# Gouvernement Antich I
Îles Baléares
Matas I Matas II
Le gouvernement Antich I (en catalan : Primer Govern de Francesc Antich) est le gouvernement des îles Baléares du 28 juillet 1999 au 1er juillet 2003, sous la Ve législature du Parlement.

## Historique
Ce gouvernement est dirigé par le nouveau président des îles Baléares socialiste Francesc Antich. Il est constitué d'une coalition de gauche entre le Parti socialiste des îles Baléares-PSOE (PSIB-PSOE), le Parti socialiste de Majorque - Entente nationaliste (PSM-EN), Izquierda Unida (EU) et Les Verts (EV). Le gouvernement bénéficie du soutien sans participation de l'Union majorquine (UM). Ensemble, ils disposent de 28 députés sur 59, soit 47,5 % des sièges du Parlement.
Il est formé à la suite des élections parlementaires du 13 juin 1999.
Il succède donc au gouvernement Matas I, constitué du seul Parti populaire qui disposait de la majorité absolue au Parlement.

### Formation
Le 23 juillet 1999, Francesc Antich remporte le vote d'investiture au Parlement par 31 voix favorables et 28 contre. Nommé président le 26 juillet suivant, le gouvernement de Francesc Antich entre en fonctions deux jours plus tard.

## Composition

### Initiale
| Fonction                                                                          | Titulaire | Titulaire                           | Parti     |
| --------------------------------------------------------------------------------- | --------- | ----------------------------------- | --------- |
| Président                                                                         |           | Francesc Antich i Oliver            | PSIB-PSOE |
| Vice-président                                                                    |           | Pere Sampol Mas                     | PSM       |
| Conseiller à la Présidence Secrétaire du conseil de gouvernement                  |           | Antonio Garcías Coll                | PSIB-PSOE |
| Conseiller aux Finances, aux Budgets, à l'Énergie et à l'Innovation technologique |           | Joan Mesquida Ferrando              | PSIB-PSOE |
| Conseiller au Travail et au Bien-être social                                      |           | Eberhard Grosske Fiol               | EU        |
| Conseiller aux Travaux publics, au Logement et aux Transports                     |           | Josep Antoni Ferrer i Orfila        | PSIB-PSOE |
| Conseiller au Tourisme                                                            |           | Celestí Alomar i Mateu              | PSIB-PSOE |
| Conseiller à l'Éducation et à la Culture                                          |           | Damià Pons Pons                     | PSM       |
| Conseillère à la Santé et à la Consommation                                       |           | Aina Salom Soler                    | PSIB-PSOE |
| Conseillère à l'Environnement                                                     |           | Margalida Rosselló Pons             | EV        |
| Conseiller à l'Économie, à l'Agriculture, au Commerce et à l'Industrie            |           | Joan Mayol Serra                    | PSM       |
| Conseiller à l'Intérieur                                                          |           | Josep Maria Costa Serra             | PSIB-PSOE |
| Conseillère sans portefeuille                                                     |           | Fernanda Caro Blanco                | EU        |
| Conseillère sans portefeuille                                                     |           | Maria Misericòrdia Ramón i Juanpere | PSIB-PSOE |

### Remaniement du17 mars 2000
- Les nouveaux conseillers sont indiqués en gras, ceux ayant changé d'attributions en italique.

| Fonction                                                             | Titulaire | Titulaire                              | Parti     |
| -------------------------------------------------------------------- | --------- | -------------------------------------- | --------- |
| Président                                                            |           | Francesc Antich i Oliver               | PSIB-PSOE |
| Vice-président Conseiller à l'Économie, au Commerce et à l'Industrie |           | Pere Sampol Mas                        | PSM       |
| Conseiller à la Présidence Secrétaire du conseil de gouvernement     |           | Antonio Garcías Coll                   | PSIB-PSOE |
| Conseiller aux Finances et aux Budgets                               |           | Joan Mesquida Ferrando                 | PSIB-PSOE |
| Conseiller au Travail et à la Formation                              |           | Eberhard Grosske Fiol                  | EU        |
| Conseiller au Travail et à la Formation                              |           | Miquel Rosselló del Rosal (24/10/2002) | EU        |
| Conseiller aux Travaux publics, au Logement et aux Transports        |           | Josep Antoni Ferrer i Orfila           | PSIB-PSOE |
| Conseiller aux Travaux publics, au Logement et aux Transports        |           | Francesc Quetglas Rosanes (28/09/2001) | PSIB-PSOE |
| Conseiller au Tourisme                                               |           | Celestí Alomar i Mateu                 | PSIB-PSOE |
| Conseiller à l'Éducation et à la Culture                             |           | Damià Pons Pons                        | PSM       |
| Conseillère à la Santé et à la Consommation                          |           | Aina Salom Soler                       | PSIB-PSOE |
| Conseillère à l'Environnement                                        |           | Margalida Rosselló Pons                | EV        |
| Conseiller à l'Agriculture et à la Pêche                             |           | Joan Mayol Serra                       | PSM       |
| Conseiller à l'Agriculture et à la Pêche                             |           | Mateu Morro i Marcé (01/06/2000)       | PSM       |
| Conseiller à l'Intérieur                                             |           | Josep Maria Costa Serra                | PSIB-PSOE |
| Conseillère au Bien-être social                                      |           | Fernanda Caro Blanco                   | EU        |
| Conseillère à l'Innovation et à l'Énergie                            |           | Maria Misericòrdia Ramón i Juanpere    | PSIB-PSOE |
| Conseillère à l'Innovation et à l'Énergie                            |           | Príam Villalonga i Cerdà (17/02/2001)  | PSIB-PSOE |